# Brubru-gébics
A Brubru-gébics (Nilaus afer) a madarak osztályának verébalakúak (Passeriformes) rendjébe és a bokorgébicsfélék (Malaconotidae) családjába tartozó Nilaus nem egyetlen faja.

## Rendszerezése
A fajt John Latham angol ornitológus írta le 1801-ben, a Lanius nembe Lanius afer néven.

## Alfajai
- Nilaus afer afer (Latham, 1802)
- Nilaus afer affinis Bocage, 1878
- Nilaus afer brubru (Latham, 1802)
- Nilaus afer camerunensis Neumann, 1907
- Nilaus afer hilgerti Neumann, 1907
- Nilaus afer massaicus Neumann, 1907
- Nilaus afer minor Sharpe, 1895
- Nilaus afer miombensis Clancey, 1971
- Nilaus afer nigritemporalis Reichenow, 1892
- Nilaus afer solivagus Clancey, 1958[2]

## Előfordulása
Afrikában, a Szahara alatti részeken, Angola, Benin, Bissau-Guinea, Botswana, Burkina Faso, Burundi, Csád, a Dél-afrikai Köztársaság, Elefántcsontpart, Eritrea, Etiópia, Gambia, Ghána, Guinea, Kamerun, Kenya, a Kongói Demokratikus Köztársaság, a Közép-afrikai Köztársaság, Malawi, Mali, Mauritánia, Mozambik, Namíbia, Niger, Nigéria, Ruanda, Szenegál, Sierra Leone, Szomália, Szudán, Szváziföld, Tanzánia, Uganda, Zambia és Zimbabwe területén honos.
Természetes élőhelye szubtrópusi és trópusi száraz erdők, szavannák és cserjések. Állandó, nem vonuló faj.

## Megjelenése
Testhossza 12,5-15 centiméter, testtömege 17-32 gramm.
|  |

## Életmódja
Gerinctelenekkel táplálkozik.

## Szaporodása
Fészekalja 1-3 tojásból áll, melyen 19 napig kotlik.

## Természetvédelmi helyzete
Az elterjedési területe rendkívül nagy, de csökken, egyedszáma pedig stabil. A Természetvédelmi Világszövetség Vörös listáján nem fenyegetett fajként szerepel.